# 羅茲多里 (洛佐瓦區)
49°1′23″N 36°21′50″E / 49.02306°N 36.36389°E
羅茲多里（烏克蘭語：Роздори）是位於烏克蘭東部的村莊，由哈爾科夫州洛佐瓦區的洛佐瓦市鎮負責管轄。該村始建於1905年，面積0.74平方公里，海拔高度145米，2001年該村落人口138。